# Carnaby Street

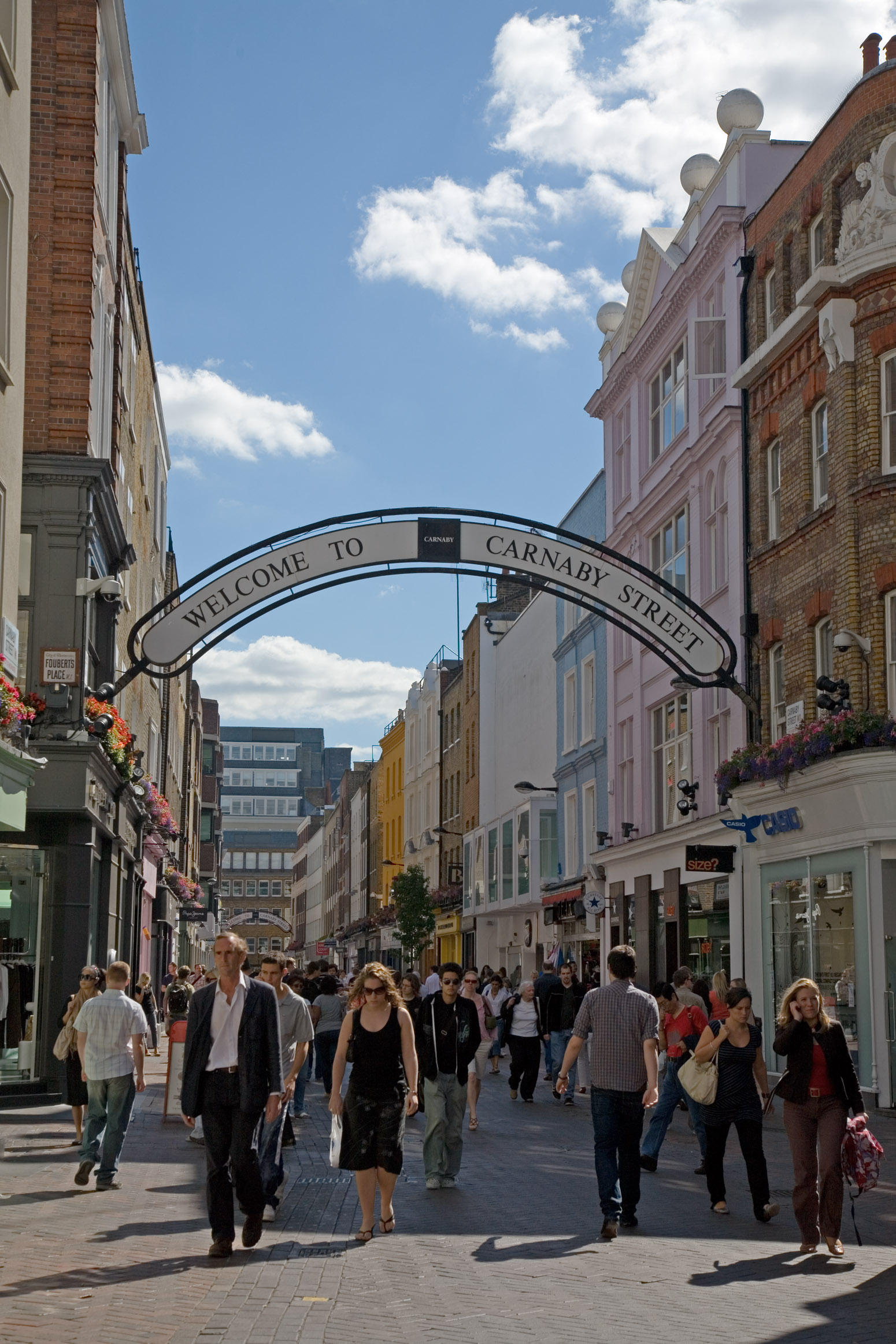
A entrada da Carnaby Street, 2006

Carnaby Street é uma rua da cidade de Londres, no bairro do Soho. Deve este nome a uma grande habitação chamada Karnaby House, construída em seu lado leste em 1683. A rua existe provavelmente desde 1685 e em 1690 era quase totalmente tomada por pequenas casas.
A Carnaby tornou-se extremamente popular e associada à modernidade, liberdade criativa e bom gosto durante os anos 60 do século passado, quando esteve bastante ligada ao movimento mod na Inglaterra e era um dos locais mais representativos da chamada Swinging London, a época em que a cidade era o centro difusor de moda, música, artes e comportamento para todo o mundo. Nela se encontravam os endereços das mais independentes lojas de música, butiques da moda que vendiam roupas exclusivas e diferentes do tradicional e escritórios de artistas e estilistas como Mary Quant, a inventora da minissaia repleta de artesãos de todas as atividades.
Hoje a Carnaby Street é um grande ponto turístico de Londres e uma rua cheia de restaurantes e cadeias de lojas de marcas internacionais muito popular entre a juventude consumidora londrina, sempre tomada por turistas de todas as partes do mundo, atraídos por sua fama.